# كيل زون لابريشن
هي لعبة بمنظور الشخص الثالث على بلاي ستيشن بورتبل، مطورة من قبل استديوهات جوريلا (بالإنجليزية : Guerrilla Games)، اللعبة هي جزء من سلسلة كيل زون كيل زون واطلقت اللعبة في 31 أكتوبر عام 2006 في أمريكا الشمالية. و3 نوفمبر في أوروبا، و8 نوفمبر في أستراليا. اللعب يستمر بعد شهرين من كيل زونكيل زون الأولى.
القصة :
هناك 5 أقسام في القصة في أربعة أدوار حيث يبيد اللاعب الهلغاست (بالإنجليزية : Helghast) حيث أصبح قتال الآيسا صعبا مع الهلجاست ولا زالوا يخسرون أراضي فيزاري (Visari). حيث لا زالت تلعب بـ جون تمبلر(بالإنجلزية : Jan Templar) الذي أرسل لإعادة رهائن متخفيًا

## وصلات خارجية
- كيل زون لابريشن على موقع IMDb (الإنجليزية)